# Фудбалски савез Аустралије
Фудбалски савез Аустралије (Football Federation Australia ФФА) је највише фудбалско тело у Аустралији које ради на организовању националних фудбалских такмичења и националног тима.
Фудбал се у Аустралији прво играо у Новом Велсу. Фудбалски савез је основан 1961. године. У Светску фудбалску федерацију ФИФА је примљен 1963. а чланом ОФК (Океанијске фудбалске конфедерације) постао је три године касније 1966.. Године 2006. Фудбалски савез Аустралије је прешао у Азијску фудбалску конфедерацију АФК. Прелаз је направљен због веома лошег квалитета фудбала који се играо у Океанијској конфедерацији. У утакмици са чланом те конфедерације репрезентацијом Америчке Самое Аустралија је победила са 31:0 што је и светски рекорд у сусретима репрезентација.
Прволигашка такмичења на нивоу државе и такмичења за национални куп одржавају се од 1977. године. Пре тога такмичења су се одржавала по регионалним лигама.
Прву међународну утакмицу национална селекција је одиграла 17. јуна 1922. у Дунедину против репрезентације Новог Зеланда и изгубила 3:1.
Боје националне селекције су жута и зелена.